# 道生 (伊利諾伊州)
道生（英語：Dawson）是位於美國伊利諾伊州桑加蒙縣的一個村落。

## 地理
道生的座標為39°51′16″N 89°27′40″W / 39.85444°N 89.46111°W，而該地最高點為海拔高度182米（即597英尺）。

## 人口
根據2010年美國人口普查的數據，道生的面積為2.29平方千米，當中陸地面積為2.29平方千米，而水域面積為0.00平方千米。當地共有人口509人，而人口密度為每平方千米222人。